# Rescue Dawn
Rescue Dawn amerikansk film från 2006 regisserad av Werner Herzog. Filmen är baserad på den verkliga historien om Dieter Denglers upplevelser under vietnamkriget.

## Handling
Under en flygattack i Nordvietnam skjuts amerikanska stridssoldaten Dieter Dengler (Christian Bale) ner och havererar i den vietnamsiska djungeln. Efter ett tag blir han tillfångatagen och förd till ett laotiskt fångläger i en by. Väl där träffar han ytterligare fyra krigsoldater som varit fångna i 1-2,5 år. Dengler bestämmer sig direkt för att han inte tänker stanna där ett längre tag och börjar planera sin flykt med hjälp av sina medfångar.